# アリエル賞
アリエル賞（Premio Ariel）は、メキシコ映画芸術科学アカデミーがメキシコ映画の健全な発展を目的に、監督、俳優、スタッフを表彰し、その労と成果を讃えるための映画賞である。
1946年に創設された。

## 賞の部門
- アリエル・デ・オロ（特別金賞）
- 作品賞
- 監督賞
- 主演男優賞
- 主演女優賞
- 助演男優賞
- 助演女優賞
- 脚本賞
- 撮影賞
- 編集賞
- 作曲賞
- 美術賞
- 録音・音響効果賞
- 特殊効果賞
- 短編ドキュメンタリー賞
- 長編ドキュメンタリー賞
- 長編アニメーション賞
- 短編アニメーション賞
- 短編映画賞
- イベロアメリカ映画賞
- 楽曲賞

ほか多数